# Лиманівська сільська рада (Березанський район)
Лима́нівська сільська́ ра́да —колишня  адміністративно-територіальна одиниця та орган місцевого самоврядування в Березанському районі Миколаївської області. Адміністративний центр — село Лимани.

## Загальні відомості
- Територія ради: 1,46 км²
- Населення ради: 1 064 особи (станом на 2001 рік)
- Водоймища на території, підпорядкованій даній раді: Березанський лиман.

## Населені пункти
Сільській раді підпорядковані населені пункти:
- с. Лимани
- с. Вікторівка

## Склад ради
Рада складалася з 16 депутатів та голови.
- Голова ради: Горбуров Іван Іванович
- Секретар ради: Кудлай Клара Борисівна

### Керівний склад попередніх скликань
| Прізвище, ім'я, по батькові | Основні відомості                                                 | Дата обрання | Дата звільнення |
| --------------------------- | ----------------------------------------------------------------- | ------------ | --------------- |
| Горбуров Іван Іванович      | Сільський голова, 1955 року народження                            | 26.03.2006   | 31.10.2010      |
| Антонюк Ігор Олександрович  | Сільський голова, 1977 року народження, освіта вища, безпартійний | 31.10.2010   | 01.01.2014      |
| Горбуров Іван Іванович      | Сільський голова, 1955 року народження, освіта вища, безпартійний | 25.05.2014   |                 |

Примітка: таблиця складена за даними сайту Верховної Ради України

### Депутати
За результатами місцевих виборів 2010 року депутатами ради стали:

#### За суб'єктами висування
| Суб'єкт висування | Кількість обраних депутатів | %  |
| ----------------- | --------------------------- | -- |
| Партія регіонів   | 8                           | 50 |
| Самовисування     | 8                           | 50 |

#### За округами
| № округу        | Прізвище, ім'я, по батькові     | Дата визнання обраним | Освіта             | Партійна приналежність            | Відомості про обраного депутата            |
| --------------- | ------------------------------- | --------------------- | ------------------ | --------------------------------- | ------------------------------------------ |
| Партія регіонів |                                 |                       |                    |                                   |                                            |
| 1               | Мощенко Олена Олександрівна     | 01.11.2010            | середня            | член Партії регіонів              | Домогосподарка                             |
| 2               | Халімовський Ігор Олександрович | 01.11.2010            | середня спеціальна | член Партії регіонів              | приватний підприємець                      |
| 3               | Блінова Анастасія Петрівна      | 01.11.2010            | вища               | член Партії регіонів              | Лиманівська загальноосвітня школа, вчитель |
| 4               | Будуєва Наталія Миколаївна      | 01.11.2010            | вища               | член Партії регіонів              | ВАТ «Березанський», робітниця              |
| 5               | Охотниченко Михайло Леонідович  | 01.11.2010            | середня            | член Партії регіонів              | ВАТ «Березанський», нач.цеху механіз.      |
| 6               | Горбуров Євген Леонідович       | 01.11.2010            | вища               | член Партії регіонів              | Лиманівська загальноосвітня школа, вчитель |
| 9               | Громова Тетяна Петрівна         | 01.11.2010            | вища               | член Партії регіонів              | Лиманівська загальноосвітня школа, вчитель |
| 10              | Таначова Любов Георгіївна       | 01.11.2010            | вища               | член Партії регіонів              | ВАТ «Березанський», юрист                  |
| Самовисування   |                                 |                       |                    |                                   |                                            |
| 7               | Дерко Галина Миколаївна         | 01.11.2010            | середня            | позапартійна                      | ГКП "Лиманівський, касир                   |
| 8               | Дерко Юрій Іванович             | 28.12.2010            | середня            | позапартійний                     | ГК Лиманівський, в.о. голови               |
| 11              | Синиця Поліна Олександрівна     | 01.11.2010            | середня спеціальна | позапартійна                      | РПО «Березань», підприємець                |
| 12              | Воропай Світлана Валеріївна     | 28.12.2010            | середня спеціальна | член Комуністичної партії України | тимчасово не працює                        |
| 13              | Часник Микола Вікторович        | 01.11.2010            | вища               | позапартійний                     | «Хаско», директор                          |
| 14              | Кудлай Клара Борисівна          | 01.11.2010            | вища               | позапартійна                      | Лиманівська с/рада, секретар               |
| 15              | Коржова Тетяна Борисівна        | 01.11.2010            | вища               | позапартійна                      | Лиманівська с/рада, бухгалтер              |
| 16              | Громовий Володимир Михайлович   | 01.11.2010            | вища               | позапартійний                     | пенсіонер                                  |